# Trasa Okolo jezera Plateliai
Trasa Okolo jezera Plateliai, litevsky Maršruto aplink Platelių ežerą nebo jen Aplink Platelių ežerą, je okružní turistická trasa a cyklistická trasa kolem jezera Plateliai v Žemaitijském národním parku v okrese Plungė v Telšiaiském kraji v Litvě. Trasa je také v drobné modifikaci vhodná i pro automobily.

## Galerie

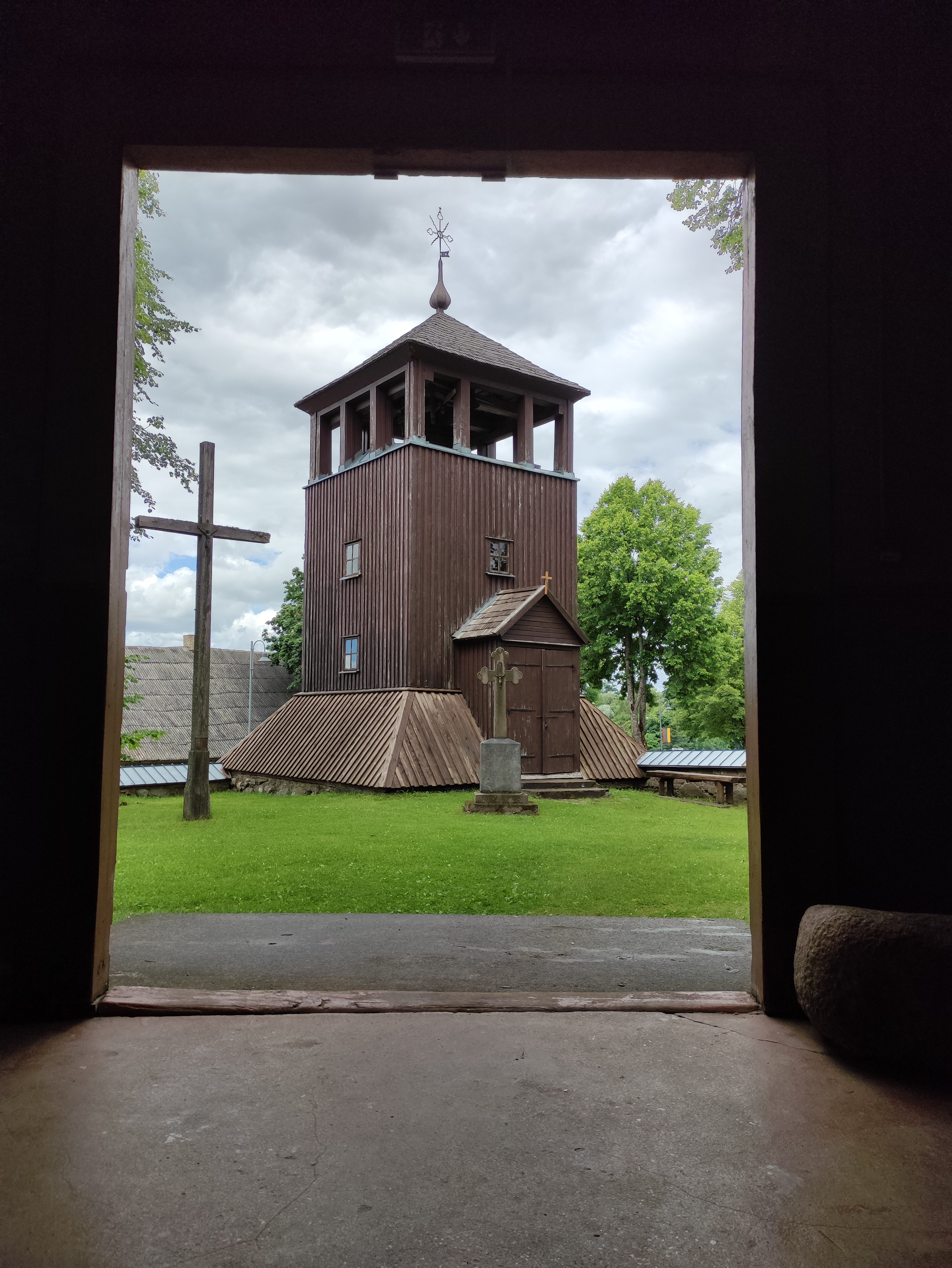
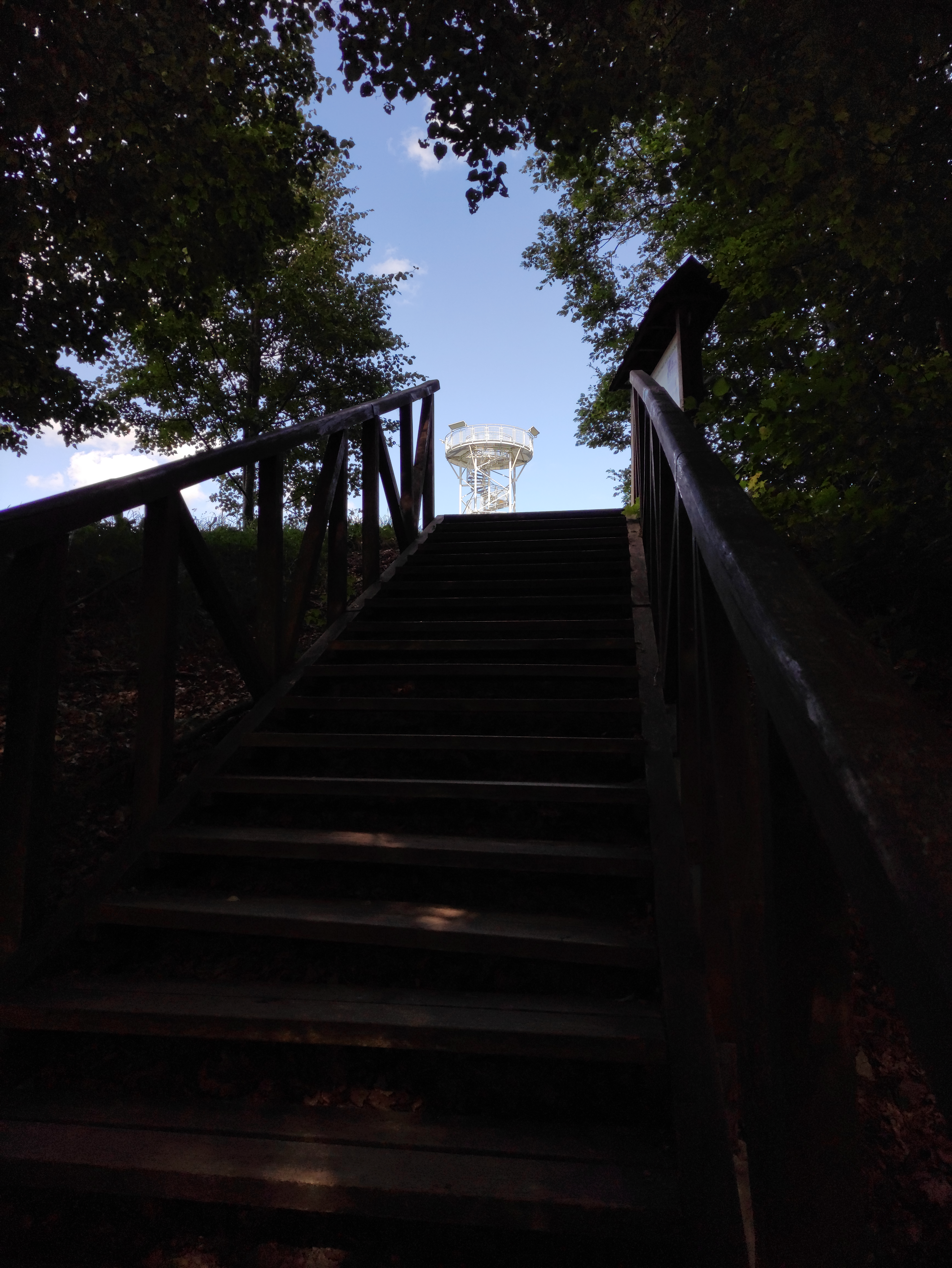
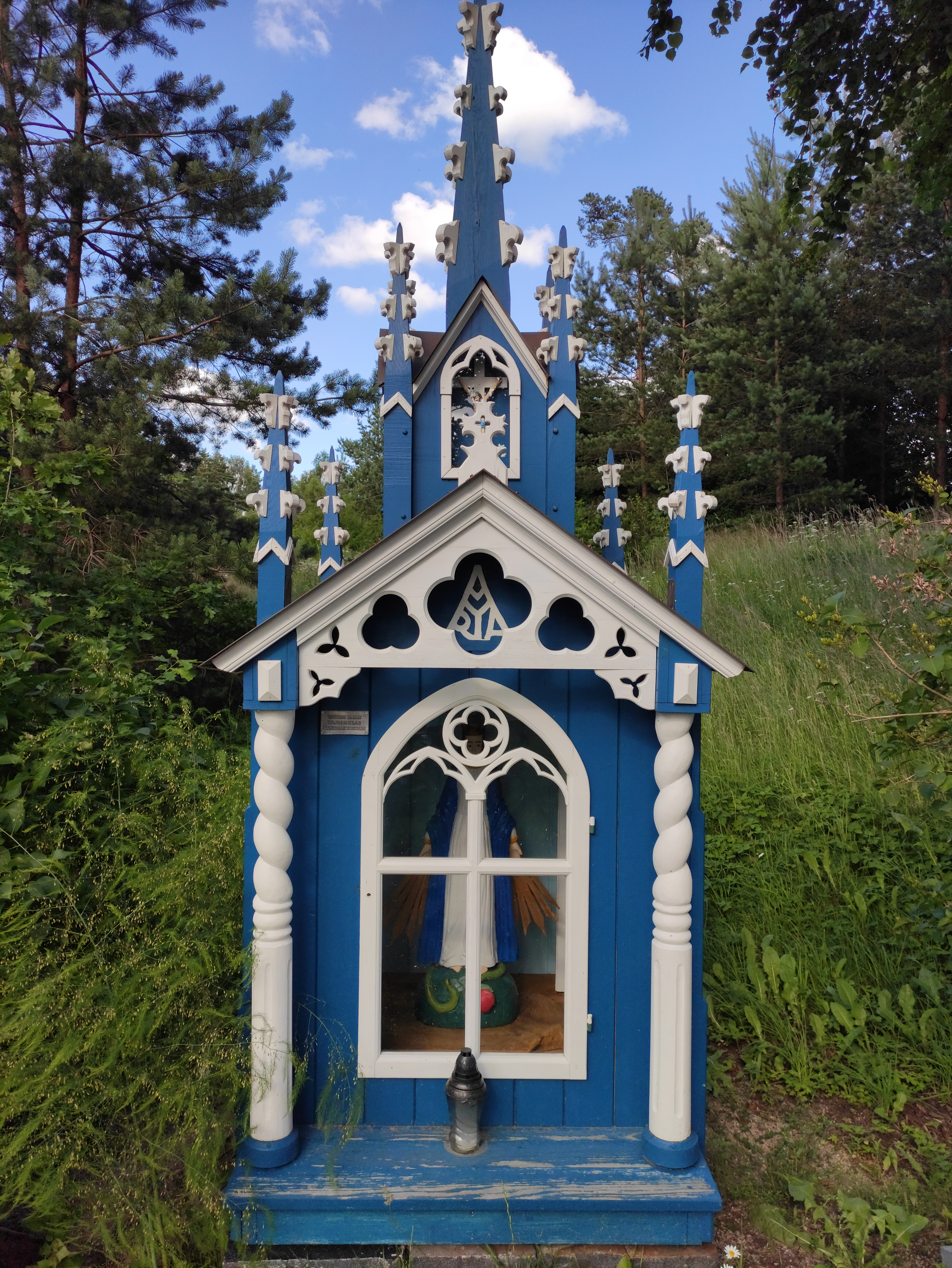
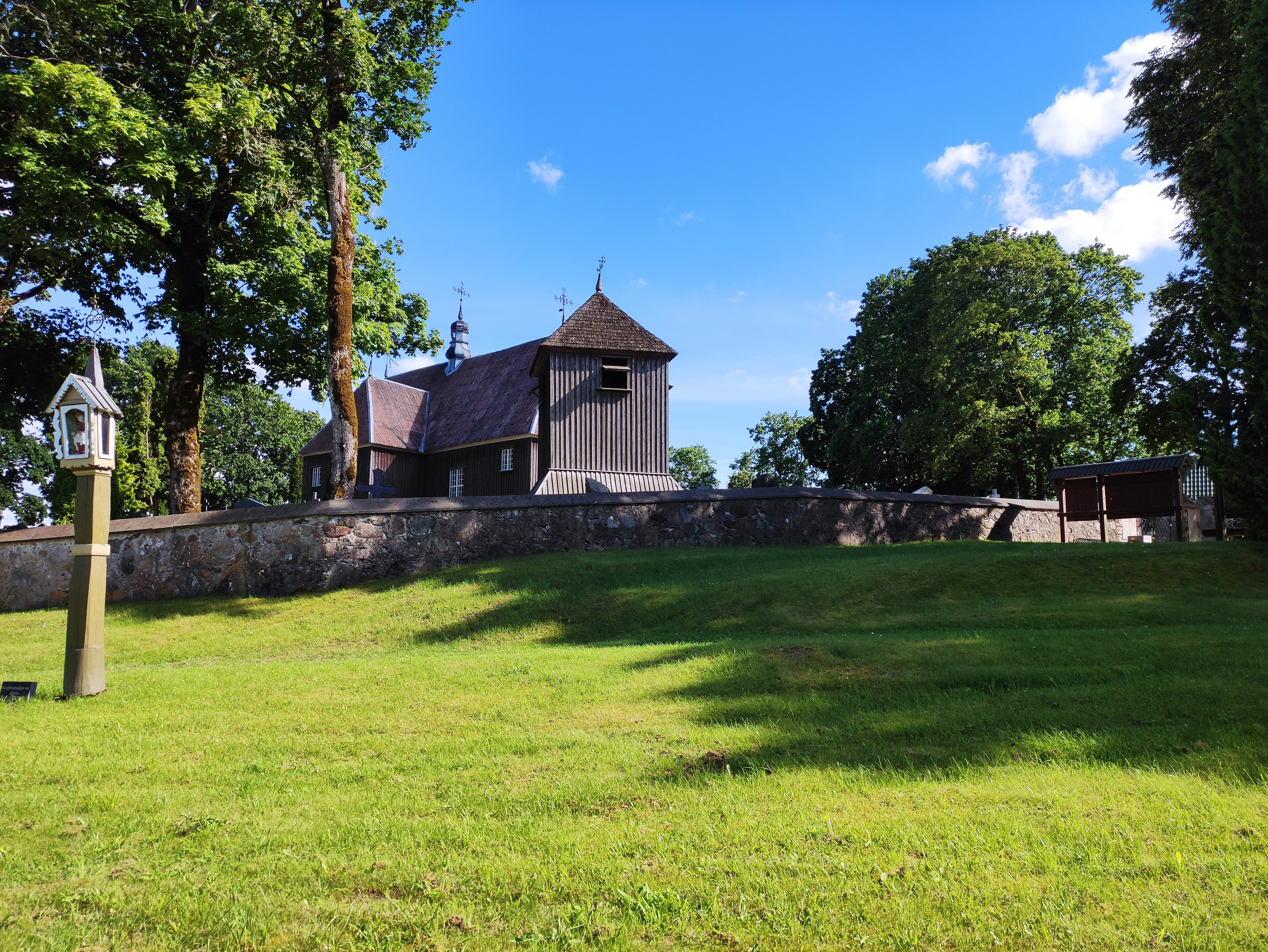
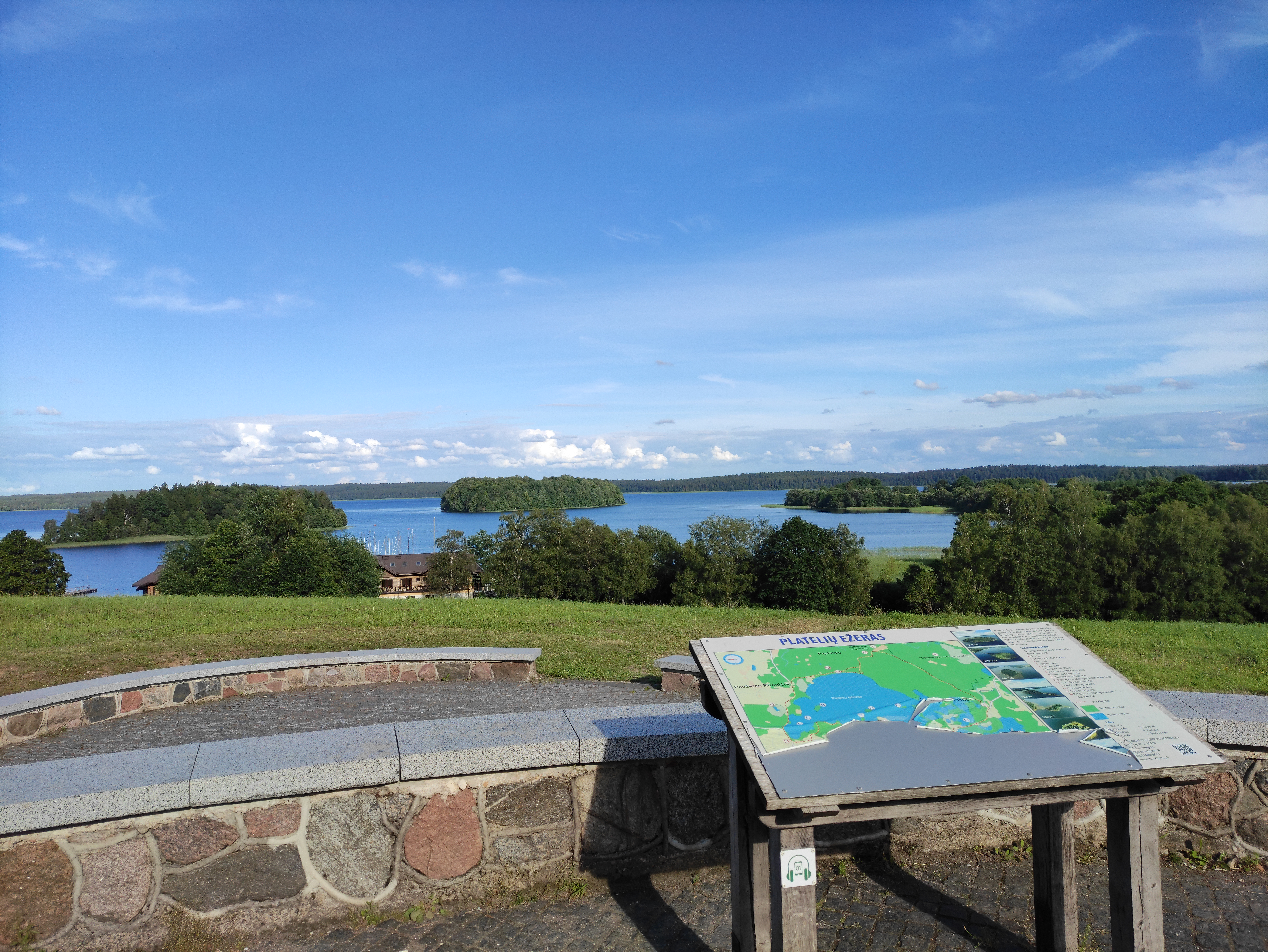

## Další informace
Trasa Okolo jezera Plateliai je jednou z nejpopulárnějších tras Žemaitijského národního parku. Má 23 zastávek, mnoho informačních panelů a prolíná se či navazuje na další trasy, kterými jsou např. naučná stezka Šeirė nebo naučná stezka Paplatelė. Začíná a končí ve městě Plateliai s cennými památkami (např. Kostel svatého Petra a Pavla) a vyhlídkou na jezero Plateliai a dále pokračuje do Beržoras, k rozhledně Siberijos. Pak vede přes Plokščiai, Plokštinė s bývalou sovětskou jadernou raketovou základnou, Paplatelė, Paežerės Rūdaičiai, Medsėdžiai a Šeirė zpátky do Plateliai. Trasa ve také kolem několika dalších jezer a biotopicky cenných mokřadů a rašelinišť, vyhlídek, kostelů, kulturních památek aj. V Plateliai si lze také zapůjčit kolo.